# Alfredo Alcorta
Alfredo Alcorta (Horqueta, 14 de abril de 1913 - 20 de abril de 1982) fue un histórico militante del Partido Comunista Paraguayo (PCP) y primer director del periódico Adelante!

## Vida y lucha
Inició su educación en Horqueta, para más tarde ingresar al Colegio Nacional de la Capital en Asunción y luego en la Escuela de Comercio Jorge López Moreira. En 1932 estalló la guerra del Chaco, ese mismo año partió al frente de batalla para combatir. En el año 1936 se afilió al PCP, trabajó primeramente en el grupo juvenil partidario que luchaba por la reorganización de los centros estudiantiles secundarios y universitarios de la posguerra.
En 1938 participó de los trabajos previos al congreso constituyente de la Federación de Estudiantes Secundarios del Paraguay (FESP) y fue electo presidente de ese órgano un año después. En ese mismo congreso (1939) fundó el órgano de prensa de la FESP, de orientación reformista-antifascista. 

En el I Congreso del PCP, de junio de 1941 fue nombrado miembro del Comité Central del Partido y se le encomendó, a su vez, la creación del órgano central de prensa, tal como relata Antonio Bonzi en su libro: 
En cumplimiento de la resolución del I Congreso Nacional del Partido, en el curso del año 1941 aparece mimeografiado el número 1 del órgano oficial del Partido Comunista Paraguayo, Adelante!, bajo la dirección y responsabilidad de Alfredo Alcorta, por entonces encargado de la Comisión de Agitación y Propaganda (Agiprop) y la directa colaboración del camarada Efraín Morel. En la más rigurosa clandestinidad, protegido por la solidaridad revolucionaria de un amigo de la causa, sobre la vía férrea, en los alrededores de Trinidad, y sin más elementos que un gastado mimeógrafo, un pincel y una lata de tinta-bleque, Alfredo Alcorta y Efraín Morel dieron a la estampa la primera página del órgano de nuestro Partido, que hoy, medio siglo después, atravesando el tiempo tormentoso de las persecuciones desatadas por todas las dictaduras, está llegando a las manos del pueblo, en una nueva época, en condiciones y forma diferentes, bajo la dirección del camarada Carlos Luis Casabianca (...) Nunca dejó de llegar a los obreros de las fábricas, a los trabajadores del campo y a los hogares paraguayos, aunque no con la regular asiduidad de los tiempos normales. Su primer director, Alfredo Alcorta, murió en el exilio unos años atrás, después de haber soportado más de diecinueve años de encierro en las prisiones stronistas. Antonio Alonso Ramírez, su director hasta 1960, murió en el combate contra la dictadura en las acciones guerrilleras de ese año...

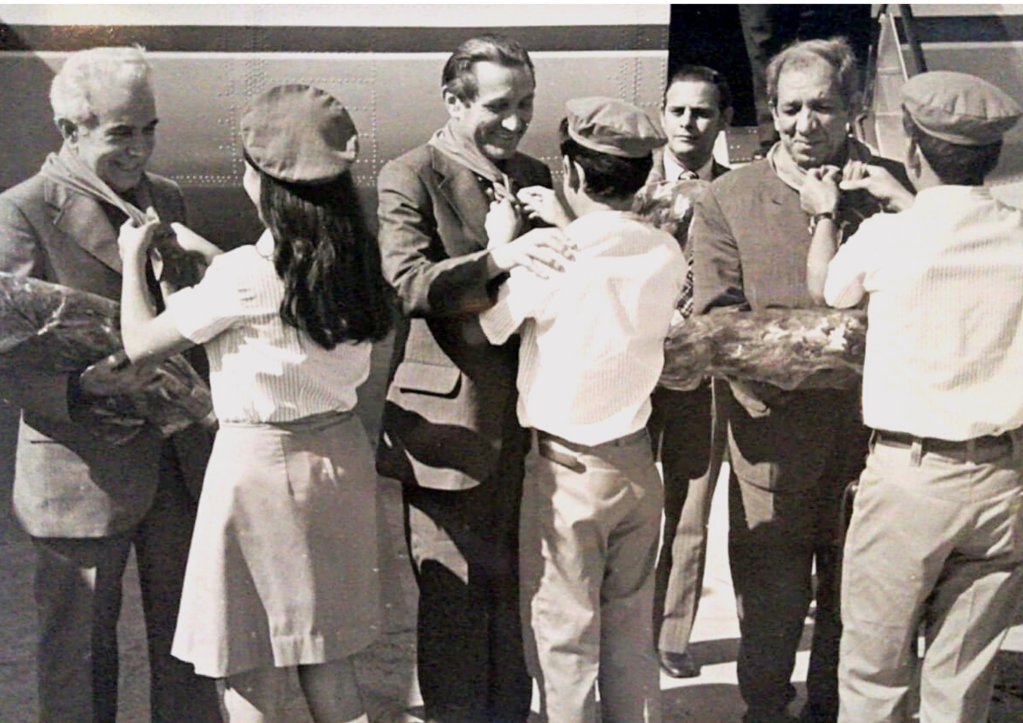
Cuba, 1978. (De izquierda a derecha) Alfredo Alcorta, Antonio Maidana y Julio Rojas, tras su liberación, llegando a Cuba en donde son recibidos como héroes, después de 20 años presos en los calabozos de Stroessner. Archivo Adelante!

Alfredo Alcorta fue detenido en 1940, 1941 y en 1943. En esta última detención, sufrió un derrame cerebral producto de las torturas, su estado de salud se debilitó, pero aun así, el régimen de Higinio Morínigo lo envió a un campo de concentración en el Chaco. Se encontró allí con el camarada Augusto Cañete, con quien escaparía de aquel centro de exterminio. En el año 1943, Alcorta pasa a ejercer la dirección del Comité de la Capital del Partido. En agosto de 1949 es nombrado miembro de la Comisión Política y del Secretariado General del Partido. Ejerció el cargo en intervalos interrumpidos por la clandestinidad.
Al subir el stronismo al poder, las persecuciones continuaron incesantemente. En 1958, Alcorta es detenido y llevado al Departamento de Investigaciones, donde fue brutalmente torturado. Luego a la Comisaría Tercera, junto con sus camaradas Antonio Maidana, Julio Rojas y Ananías Maidana. Allí estuvo preso hasta enero de 1977. Serían conocidos en el mundo entero como los presos políticos más antiguos del continente, convirtiéndose en verdaderos emblemas revolucionarios: en los “panteones para vivos” de Stroessner. Durante más de 19 años soportaron todo tipo de torturas. Un año antes de ser liberados fueron derivados a la cárcel de Emboscada. 
Compañeros que compartieron dicha prisión recuerdan maravillarse por su formación enciclopédica que le permitía explayarse con propiedad sobre cualquier tema: No había aspectos del marxismo que no manejase con propiedad y consistencia. Luego de su liberación, Alcorta fue exiliado. Recorrió varios países denunciando la situación paraguaya, entre ellos fue invitado a Cuba donde el pueblo lo recibió con honores y condecoraciones. Asilado en Suecia, luego estuvo en Argentina por un tiempo en el intento de volver a Paraguay. Alcorta y su compañera Marcelina Balbuena, tuvieron dos hijos: Federico y Alfredo.
Alfredo Alcorta falleció en el exilio el 20 de abril de 1982.